# Kongesaga
En kongesaga er en norrøn saga, der tjener som en konges biografi. De aller fleste handler om norske konger, men Skjoldungesagaen (ca 1200) og Knytlingesagaen (fra 1260–tallet) omhandler danske konger. Beslægtede fænomener er de islandske bispesagaer og sagaer om jarleætter, som Orkneyjar saga og en saga om ladejarlene, der nu er tabt, men antages at have eksisteret.
I 1300-tallet skiftede kildematerialet fuldstændigt karakter. Den sidste kongesaga i Norge handler om Magnus Lagabøte (død 1280) og er kun bevaret i brudstykker. Fra omkring 1300 trådte dokumenter om lokale, retslige forhold i stedet - dvs. bøder for lovbrud og præciseringer af Magnus Lagabøtes landslov, samt diplomer. Kongesagaerne var fortællinger om konger, skrevet på opdrag af de samme konger, der ønskede at mindes på fordelagtig vis. Snorre skrev i indledningen til Heimskringla, at en skjald ikke må lyve om sin opdragsgiver – det ville tjene begge til vanære. Men opdragsgiveren må godt stilles i et smigrende lys. Bøderne og diplomerne gjaldt derimod konkrete problemer, og giver kun glimtvis indsigt, hvor kongesagaerne gengav et helt handlingsforløb. Vi ved derfor uendelig meget mere om Skule Bårdssons oprør mod Håkon Håkonsson i 1239–40 end om de tre opstande mod kong Magnus Eriksson i 1332, 1338 og 1343, da disse kun omtales kort i kilderne. 1300-tallet er dermed langt dårligere klarlagt for eftertiden end de forudgående århundreder, der belyses i sagaskrivningen.

## Liste over kongesagaer
Der kendes følgende nedskrevne kongesagaer, hvoraf nogle er nedskrevet på latin. Dateringen kan være usikker med op til flere hundrede år.
- En latinsk saga af Sæmund Frode, ca 1120, tabt.
- Den ældre udgave af Íslendingabók af Are Fode, ca 1125, tabt.
- Hryggjarstykki af Eiríkr Oddsson, ca 1150, tabt.
- Historia Norvegiæ, ca. 1170.
- Historia de Antiquitate Regum Norwagiensium  af Theodoricus monachus,[3] ca 1180.
- Skjoldungesaga, ca. 1180, dårligt bevaret. Sagafragmentet Sögubrot menes at hidrøre fra Skjoldungeesaga.
- Den ældste saga om Olav den Hellige, ca. 1190, størstedelen er tabt.
- Ágrip af Nóregskonungasögum, ca 1190.
- En latinsk udgave af Olav Tryggvasons saga af Odd Snorresson,[4] ca. 1190, bevaret oversat udgave.
- En latinsk udgave af Olav Tryggvasons saga af Gunnlaugr Leifsson, ca. 1195, tabt.
- Sverris saga, af Karl Jónsson, ca. 1205.
- Den legendariske saga om Olav den hellige, ca. 1210.
- Morkinskinna, ca 1220 men før Fagrskinna.
- Fagrskinna, ca 1220.
- Óláfs saga helga af Styrmir Kárason, ca 1220, størstedelen tabt, kun nogle fragmenter bevaret i Flateyjarbok.
- Böglunga sögur, ca 1225.
- Olav den helliges saga, af Snorri Sturluson, c. 1225.
- Heimskringla af Snorri Sturluson, c. 1230.[5] Heimskringla foreligger i flere parallelle versioner, der på visse punkter adskiller sig fra hinanden. De i dag alment tilgængelige oversættelser af Heimskringla suppleres således af Peder Claussøn Friis'[6] trykte udgave fra 1633, kaldet Norske Kongers Chronica (genoptrykt i 1757).
- Knytlingesaga, sandsynligvis af Sturla Tordssons bror Olav Tordsson hvideskjald,[7] ca 1260.
- Håkon Håkonssons saga, af Sturla Tordsson[8], ca 1265.
- Magnus Lagabøtes saga, af Sturla Tordsson, ca 1280, kun fragmenter er bevaret.
- Hulda-Hrokkinskinna, ca. 1280.
- Óláfs saga Tryggvasonar en mesta, ca. 1300.

## Nogle gange regnet til kongesagaerne
- Jómsvíkinga saga
- Orkneyinga saga
- Færeyinga saga
- Brjáns saga

## Primære kilder
På norsk
- Storm, Gustav; Bugge, Alexander (ed. & tr.) Norges Kongesagaer (Christiania: I. M. Stenersen's Publishing, 1914)
- Munch, Peter Andreas; Þórðarson, Sturla Norges Konge-Sagaer Fra De Aeldste Tider Indtil Anden Halvdeel Af De 13 De Århundrede Efter Christi Fødsel (Nabu Press. 2010 ) ISBN 978-1142083908

## Andre kilder
- Ciklamini, Marlene Snorri Sturluson (Boston: Twayne Publishers, 1978) ISBN 0805763341
- Hermannsson, Halldó Bibliography of the sagas of the kings of Norway and related sagas and tales (BiblioBazaar. 2009) ISBN 978-1113624611
- Jakobsson, Ármann; McTurk, Rory (ed.) A Companion to Old Norse-Icelandic Literature and Culture (Blackwell Publishing, 2004) ISBN 9780631235026
- Thorsson, Örnólfur (ed.) The Sagas of the Icelanders: A Selection (Penguin Putnam. 2000) ISBN 0-14-100003-1
- Whaley, Diana Heimskringla: An Introduction (Viking Society for Northern Research Text, 1991) ISBN 978-0903521239
- Wolf, Kirsten The Legends of the Saints in Old Norse-Icelandic Prose (University of Toronto Press. 2013) ISBN 978-1442646216